# Turnu Măgurele
Turnu Măgurele  (în turcă Kule, în bulgară Holavnik) este un municipiu în județul Teleorman, Muntenia, România. Se află în sudul țării și în sud-vestul județului, aproape de confluența râului Olt cu Dunărea la marginea Câmpiei Române. Potrivit ultimului Recensământ al Populației (din 2021) în oraș locuiau 19.597 locuitori.
Numele provine de la cetatea în formă de turn fondată în secolul XIV lea, la care s-a adăugat denumirea de "Măgurele", referire la măgura pe care a fost strămutat și reînființat orașul în secolul XIX în timpul domniei lui Alexandru Dimitrie Ghica.
Prima atestare documentară a localității apare într-o diplomă emisă de Sigismund de Luxemburg, rege al Ungariei, cu prilejul luptelor purtate aici din anul 1394. Cetatea a aparținut Imperiului Otoman, cu intermitențe, între anii 1417-1829, fiind o raia turcească din sangeacul Nicopolelui. După războiul ruso-turc din 1828-1829, localitatea întră în componența Țării Românești, ca urmare a tratatului de la Adrianopol. După 1829 localitatea este strămutată pe dealul din apropiere, în apropierea localitătilor Odaia și Măgurele, iar cetatea este demolată. Din 1839 este reședința județului Teleorman până în 1950 și încă o dată, reședință de raion, din 1952 până în 1968, când, în urma reorganizării administrative, pierde statutul de reședință în favoarea orașului Alexandria.
Sistematizarea comunistă a avut un impact major asupra urbanisticii localității, iar inființarea Combinatului de Îngrășăminte Chimice (1962) a transformat orașul într-unul industrial. Urbanizarea forțată a făcut ca populația orașului să crească substanțial pentru ca în 1992 să se ajungă la aproape 37.000 de locuitori.
După Revoluția din 1989 municipiul suferă un declin accentuat ca urmare a restrângerii activităților industriale și economice și a migrației populației spre marile orașe precum și spre alte state europene.

## Geografie
Municipiul Turnu Măgurele este delimitat în partea de nord și nord-vest de comuna Lița. La vest se află valea Oltului și a Sâiului. La est găsim comuna Ciuperceni și terasele câmpiei Burnazului, iar în sud fluviul Dunărea, care constituie granița cu Bulgaria. Orașul se află pe o terasă înaltă și plată a Luncii Dunării.
Suprafața totală a localitații este de 10.719,7 ha dintre care în intravilan 1337,7 ha iar în extravilan 9.382 ha.

### Relief
Municipiul Turnu Măgurele și împrejurimile sunt dominate de întinsa Câmpie Română, fiind reprezentat de două formațiuni bine individualizate: așa-zisele câmpii joase (luncile râurilor) și spațiile interfluviale. Din prima categorie fac parte: lunca Dunării, care este cea mai întinsă luncă și cu altitudinea cea mai mică și lunca Oltului, care este ceva mai extinsă în zona confluenței râului cu Dunărea, în rest reducându-se la o fâșie îngustă, cu o vegetație constituită din păduri de copaci de esență moale. Relieful luncii Dunării este reprezentat prin: grinduri, suprafețe plane înalte, suprafețe plane joase și depresiuni, toate formate din depuneri loessoide cu altitudini medii deasupra nivelului mării de 25–27 m, culminând cu măguri ce ating peste 30 m.
În categoria spațiilor interfluviale intră terasele Dunării, cu aspectul unor „Câmpuri suspendate” la altitudinea de 60 până la 175 m. Zona municipiului Turnu Măgurele face parte din marea unitate structurală „platforma moesică“. Terasa Dunării este cunoscută și sub numele de „Terasa Turnu Măgurele”.
În subsol, Turnu Măgurele nu dispune de mari resurse exploatabile, aflându-se într-o zonă aluvionară. Nisipurile și pietrișurile, care constituie materie primă pentru industria materialelor de construcții, nu pot fi exploatate prea intens, pentru a nu accelera eroziunea. În schimb, solul este în bună parte de luncă, bogat în humă, ceea ce poate favoriza dezvoltarea agriculturii.

### Climă
Clima în zona municipiului Turnu Măgurele este temperat-continentală, specifică pentru Câmpia Română și se caracterizează printr-un potențial caloric ridicat, amplitudini mari ale temperaturii aerului, cantități reduse de precipitații și adeseori în regim torențial vara, precum și frecvente perioade de secetă. Radiația solară, sub raport cantitativ una dintre cele mai mari din țară, înregistrează o medie de 127,5 kcal/cmp. Durata de strălucire a soarelui este cuprinsă între 2.200-2.300 ore/an (cca. 250 zile).
Temperatura medie anuală la Turnu Măgurele înregistrează 11,5 °C, mediile lunilor calde sunt de 23 °C, iar mediile lunilor reci coboară sub -2 °C. Nebulozitatea corespunde mediei anuale a părții sudice a județului Teleorman. În medie, la Turnu Măgurele se înregistrează 94 zile senine, 82 sunt cu cer acoperit, iar restul cu cer schimbător. În lunca Dunării ceața este un fenomen meteorologic, destul de frecvent, mai ales în lunile noiembrie-ianuarie și în lunile de la începutul primăverii. Vânturile sunt determinate de relief, direcțiile predominante din care bat fiind estul și vestul.

### Rețeaua hidrografică
Rețeaua hidrografică din zona municipiului Turnu Măgurele este dominată de Dunăre și afluentul său Oltul.  cuprinde următoarele:
- Albia fluviului Dunărea este situată în partea de sud a orașului, la 4 km de acesta. Viteza medie a curentului de apă este de 0,8 - 0,9 m/s. Fluviul are un debit mediu multianual de 5.800 m³/s cu un maxim în lunile martie-iunie și un minim în perioada octombrie-decembrie. Cota medie multianuală a apelor Dunării este în jurul valorii de 250-300.[4]
- Râul Olt străbate regiunea în partea de vest la aproximativ 4 km de oraș. Viteza medie a curentului de apă este situată în jurul valorii de 0,7 - 0,8 m/s. Debitul mediu multianual este de 190 m³/s. Confluența Oltului cu Dunărea se află la 7 km sud-vest de oraș, și se realizează printr-un estuar de aproximativ 900 m lățime.
- Râul Sâi - situat în partea de vest la 3 km de oraș (se varsă în fluviul Dunărea): Viteza curentului = 0,2 - 0,4 m/s; Debitul mediu multianual este de circa 20 m³/s. Fiind un râu de câmpie, în perioada verilor acesta poate seca.
- Canalele de irigatii Turnu Măgurele – Ciuperceni – Crângu ce sunt alimentate cu apă din Dunăre și Olt.

Date și informații privind cotele și debitele istorice ale fluviului Dunărea din luna aprilie 2006:
| DETALII                                                        | Stația hidrometrică Turnu Măgurele |
| Cota de atenție (cm)                                           | 500                                |
| Cota de inundație (cm)                                         | 550                                |
| Cota de pericol (cm)                                           | 650                                |
| Cota istorică (cm)/ Data                                       | 641/ 06.04.2005                    |
| Ultima cotă istorică (cm)/ Data                                | 792/ 23.04.2006                    |
| Debitul mediu multianual cel mai mare - în luna aprilie (mc/s) | 7.900                              |
| Debitul istoric (mc/s)/ Data                                   | 12.700/ 06.04.2005                 |
| Ultimul debit istoric (mc/s)/ Data                             | 15.700/ 23.04.2006                 |
| -------------------------------------------------------------- | ---------------------------------- |

Sensul de curgere pentru fluviul Dunărea este de la vest spre est, iar pentru celelate râuri de mai sus este de la nord la sud. Fluviul Dunărea constituie frontieră naturală cu Republica Bulgaria. Malul fluviului Dunărea este de tip jos, împădurit și supus erodarii. La distanța de 100 – 300 m față de albia fluvială a Dunării este amenajat un dig de protecție contra inundațiilor. În zonă se produc doar inundații naturale, de regulă primăvara (nu sunt amenajate incinte special destinate pentru inundații controlate). În zona portului Turnu Măgurele malul Dunării este consolidat pe o lungime de 1.000 de metri.
Turnu Măgurele nu dispune de poduri care traversează frontiera, nu există locuri de exploatare industrială a vadurilor (balastiere), iar accesul la albia fluvială se face relativ ușor.
Toate cursurile de apă din zona Turnu Măgurele, în situații de secetă, își păstrează actualele cursuri normale. Șenalul navigabil pe fluviul Dunărea nu se modifică, singura modificare fiind debitul scăzut și micșorarea albiei. În astfel de situații circulația navală pe fluviul Dunărea se face cu atenționări speciale, se emit: „Avize către navigatori”, iar pilotarea convoaielor de barje se face cu dificultate, cu o încărcare a barjelor la un pescaj mai mic și cu reducerea numărului de unități transportate.

### Floră și faună
Flora din zonă este caracteristică zonei stepice și de silvostepă. Pădurile sunt puține, iar arborii predominanți sunt cei de esență moale, cum ar fi sălciile din luncă sau plopii albi.
Printre plantele sălbatice ale zonei se numără: păpădia, pirul, pelinul, măzărichea, coada șoricelului, mușețelul, toporașii, vioreaua, volbura, urzica, pătlagina, etc. Mai pot fi întâlniți frasinii, exemplare de stejar, salcâm, soc, castan sălbatic, răchită, etc.

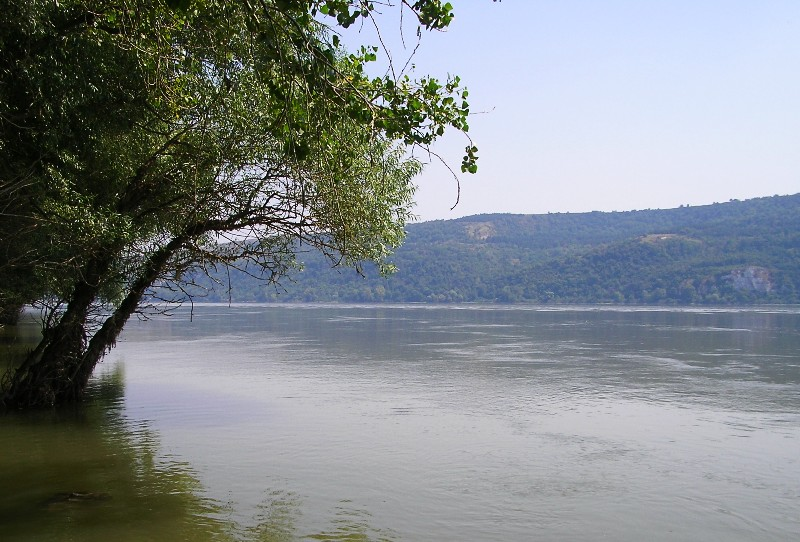
Lunca Dunării

Există și vegetație cultivată cum ar fi: plantațiile de viță de vie și grădinile de legume și zarzavat.
Fauna din acest areal este adaptată condițiilor de vegetație existentă. Abundă mamiferele rozătoare: popândăul, hârciogul, iepurele, ariciul, cârtița. Mai apar și alte animale sălbatice cum ar fi: porcul mistreț, vulpea și, în ultimii ani, căprioara. Din grupa păsărilor se numărăr stăncuța, cucuveaua, prepelița, ciocănitoarea pestriță, rândunica, vrabia, cioara, ciocârlia, etc. Reptilele sunt reprezentate de: șopârla cenușie, gușterul și șarpele de casă. În apele Dunării, Oltului și a celorlalte pâraie trăiesc pești diferiți: crapul, bibanul, știuca, linul, șalăul, somnul, scrumbia, etc. Pe lângă aceste vertebrate, fauna cuprinde o mare varietate de insecte.
Zona dintre digul de protecție la fluviul Dunărea și intravilanul localității este folosită pentru cultivarea cerealelor, pășuni și pentru culturi de legume și zarzavaturi. Pădurile din zonă urmăresc cursurile râurilor și sunt, în cea mai mare parte, deținute de statul român și administrate de un ocol silvic.

## Istoric
După războaiele daco-romane din anii 101–106 d.Hr., încheiate prin victoria armatelor romane conduse de împăratul Traian și prin cucerirea Daciei, zona actualului oraș nu a intrat în componența noii provincii create. Împăratul Traian a fortificat granița de est a Daciei pe linia Oltului, construind cunoscuta Limes alutanus, format din castre și cetăți de o parte si de alta a râului Olt, de la Dunăre (din zona Islazului de astăzi) până în munții Boița. Procopius din Cezareea, istoric din perioada lui Iustinian cel Mare, amintește de cetatea Turris și îl arată pe Traian ca fondator al acesteia. Unii istorici identifică cetatea cu cea descoperită la Turnu Măgurele. Această aserțiune nu este confirmată; potrivit cercetărilor arheologice cetatea Turnu datează dintr-o epocă mai târzie. Istoricii și arheologii încă nu s-au pus de acord cu privire la perioada începerii constructiei fortificației de pe malul Dunării: există teorii cu privire la o constructie din perioada lui Constantin cel Mare sau chiar de mai târziu, din perioada lui Iustinian I, însă niciuna nu este pe deplin acceptată de istorici. Cert este că în perioada lui Mircea cel Bătrân această asezare a avut un rol important în strategia defensivă a Valahiei în fața pericolului otoman.

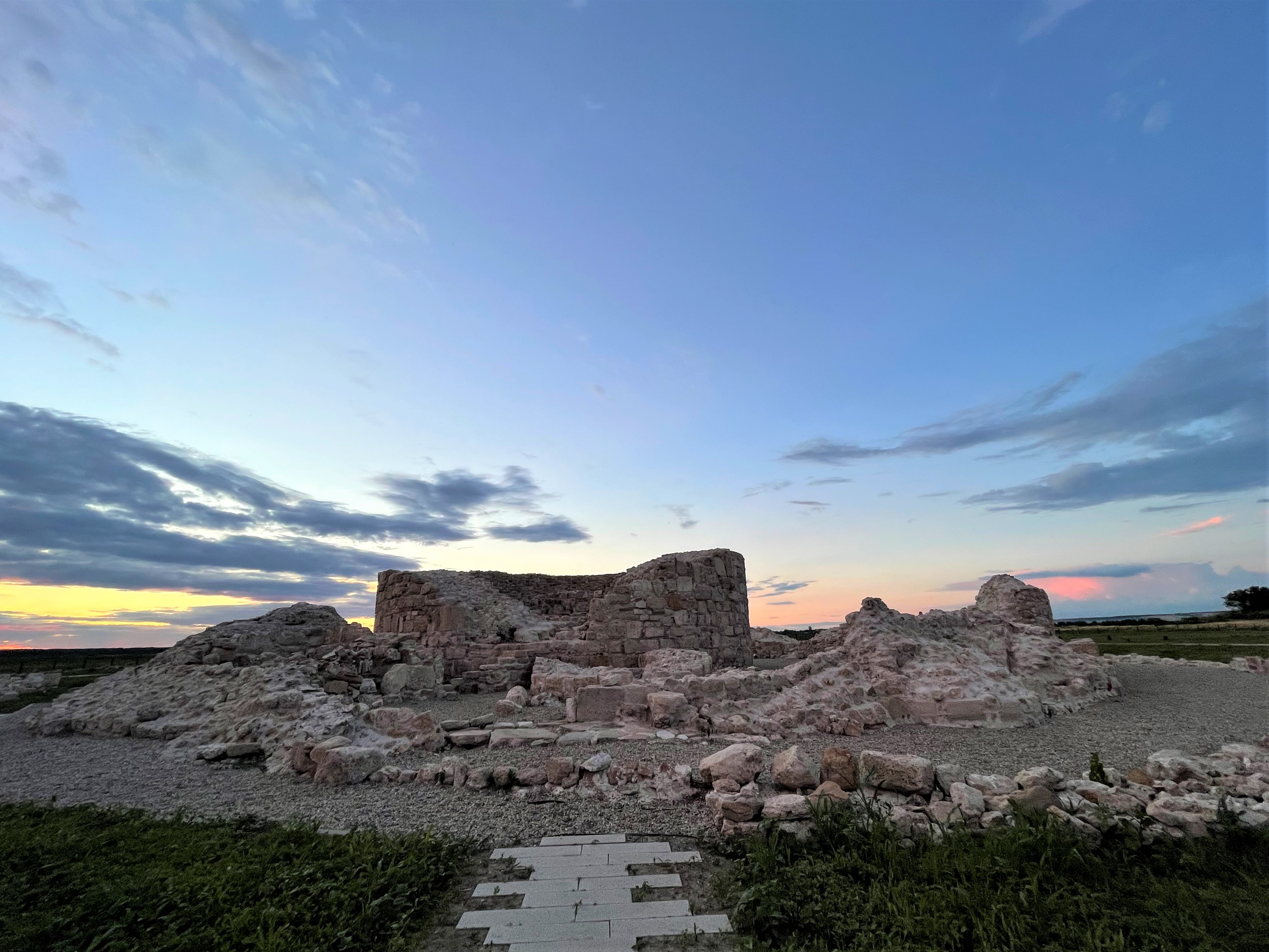
Ruinele cetății Turnu

Prima atestare documentară a cetății de la Turnu apare între anii 1393-1394 într-un document (din 1397) al cancelariei lui Sigismund de Luxembourg. Documentul descrie contextul și istoricul luptelor duse de Sigsmund în sprijinul lui Mircea cel Bătrân, vasalul său, pentru repunerea acestuia din urmă pe tronul Țării Românești. În această diplomă este amintită recucerirea cetății de către trupele aliate domnitorului Mircea: 
"După intrarea noastră în (Țara Românească) puserăm pe fugă pe români și pe turci cu căpeteniile lor și luarăm cu multă vărsare de sânge fortareața Nicopolis cel mic (Turnu), situată în Țara Românească." 
Cetatea va rămâne sub stăpânirea Țării Românești pe perioada domniei lui Mircea pentru ca, în jurul anului 1417, Turnu să intre sub stăpânire turcească și să fie transformată, împreună cu o zonă de securitate (stabilită în adâncimea teriotoriului Valahiei cu o rază de 15 km de la cetate), în raiaua Turnu. Turcii stăpânesc raiaua Turnu (în turcește Kule, în bulgară Holavnic) cu unele intermitențe (între anii 1594 – 1600 și 1772 – 1774) până în 1829, când în urma Tratatului de la Adrianopol raialele Turnu, Giurgiu și Brăila sunt cedate definitiv Țării Românești. În raiaua Turnu au fost cuprinse satele Lița, Odaia, Măgurele și Ciuperceni, iar pământul ce aparținea cetății, în vechile hotare, era de 14.800 pogoane. În urma războiului ruso-turc din 1828-1829 (prin tratatul de pace de la Adrianopol din 1829) s-a stabilit ca raiaua Turnu să fie părăsită de către turci și restituită Țării Românești. La 10 februarie 1829 are loc intrarea efectivă a raialei Turnu sub autoritatea Țării Românești motiv pentru care Sfântul Haralambie, sărbătorit la 10 februarie, este adoptat ca patron spiritual al viitorului oraș.  

Centrul orașului în anul 1908

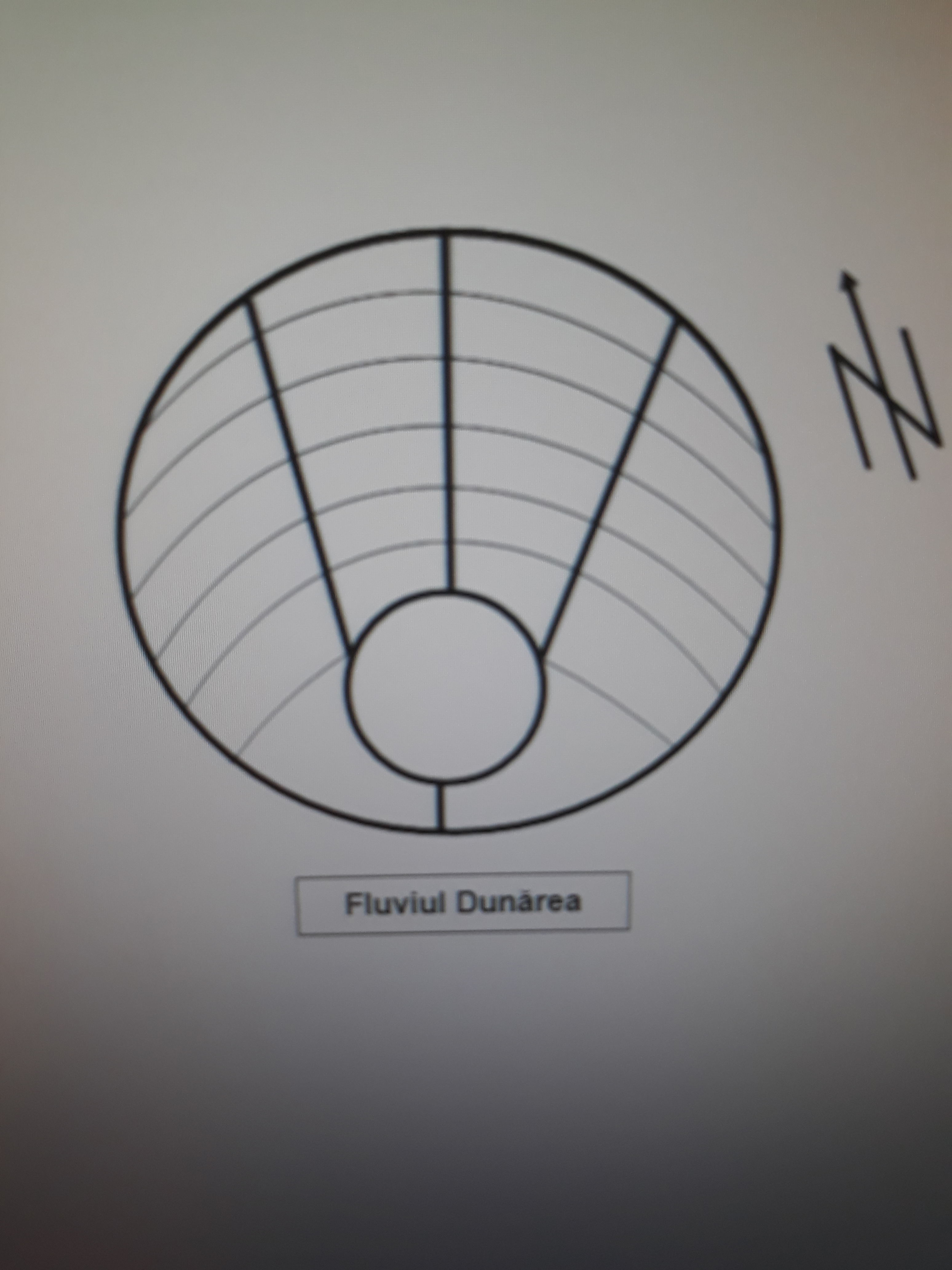
Planul noului oraș Turnu Măgurele

Înființarea oficială a orașului Turnu, actualul Turnu Măgurele (numit astfel pentru a se deosebi de Drobeta Turnu Severin și Turnu Roșu) s-a hotărât la data de 27 februarie 1836, în timpul domniei lui Alexandru Ghica. Denumirea de "Măgurele" a fost adăugată mai apoi, după numele satului lângă care s-a așezat, precum și a celor două măguri ce străjuiesc înălțimile apropiate. Planul orașului a fost elaborat de inginerul german Karl Zohl, sub forma a două cercuri aproape tangente interior, cu trei bulevarde lungi formate: unul pe diametrul comun al celor două cercuri și două din ele, simetrice față de primul, pe două tangente ale cercului mic ce sunt inscrise cercului mare; celelalte străzi au forma unor arcuri de cerc exterioare cercului mic și înscrise în cercul mai mare) stabilind astfel străzile, piețele, locurile pentru construcțiile proprii și suprafața locurilor de casă (vezi planul alăturat). La întocmirea planului orașului s-a ținut seama de configurația terenului, precum și de direcția vânturilor dominante și de aceea multe străzi nu sunt drepte, ci în formă de arcuri de cerc, cu excepția celor trei străzi principale. Turnu Măgurele are în componența administrativă și cele două sate vechi ale așezării, Măgurele și Odaia - devenite comune suburbane. Datorită poziției sale geografice, situat în apropierea confluenței dintre Olt și Dunăre, orașul devine reședința nou înființatului județ Teleorman (între anii 1839 – 1950), apoi reședință de raion în cadrul regiunii Teleorman (1950 – 1952) și mai apoi în cadrul regiunii București (1952 – 1968). În 1968 primește titlul de municipiu, iar prin legea nr. 351 din 6 iulie 2001 este declarat Localitate urbană de rangul II, alături de Alexandria și Roșiorii de Vede.

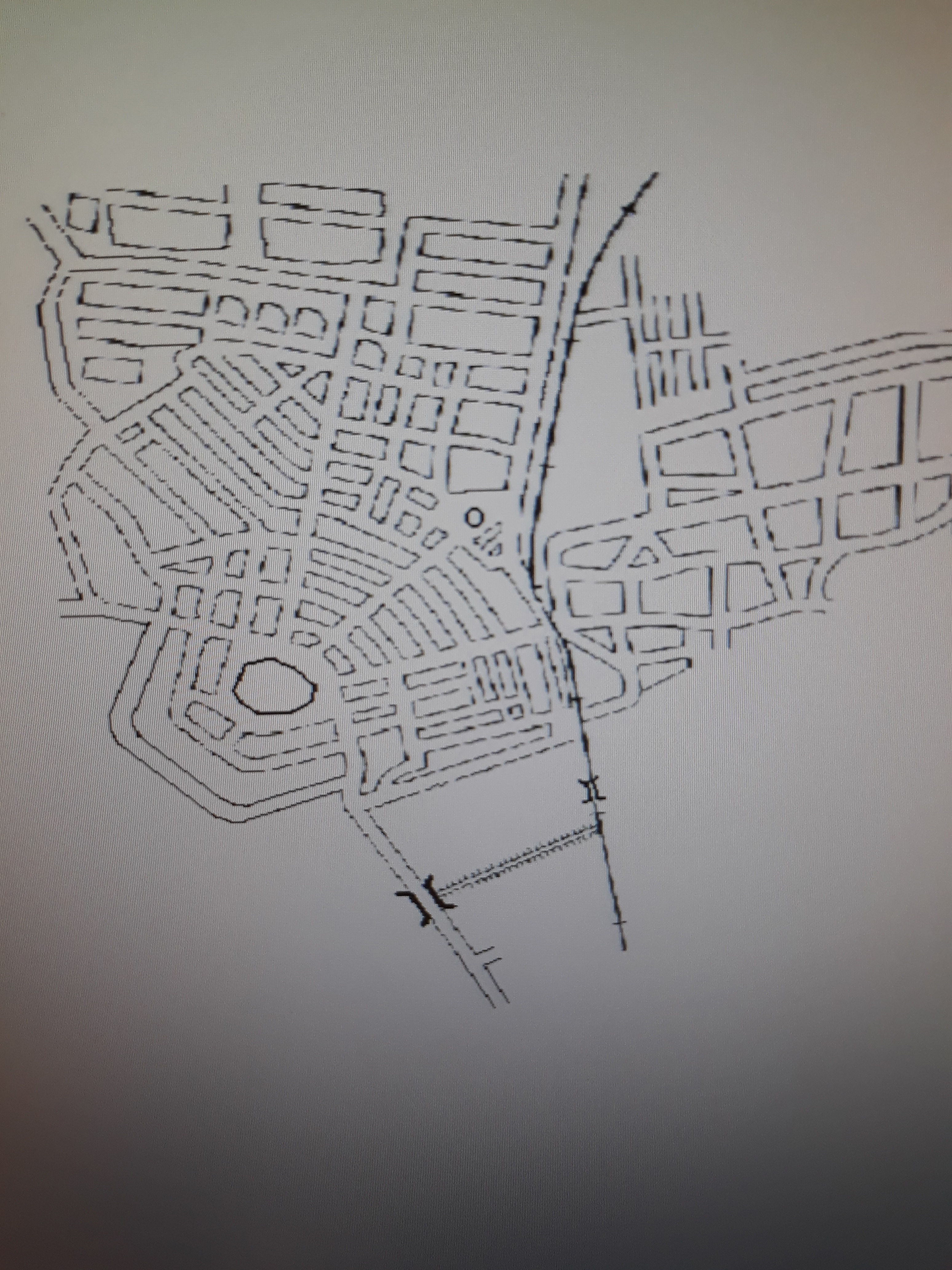
Schița de ansamblu a orașului Turnu Măgurele

Orașul Turnu Măgurele a luat parte la evenimentele importante ale poporului român din secolele XIX-XX: Revoluția pașoptistă (1848), Războiul de Independență (1877 – 1878), Primul Război Mondial (1916 - 1918) și Al Doilea Război Mondial (1940-1945).
În succesiunea lor cele mai semnificative evenimente la care turnenii au participat sunt:
- Prin Turnu Măgurele au trecut în iunie 1848, revoluționarii români în drumul lor spre comuna Islaz, unde au ridicat steagul Revoluției de la 1848 și unde au citit „Proclamația de la Islaz”.
- Turnu Măgurele a avut o mare importanță în timpul Războiul pentru Independență din 1877 - 1878, pentru că aici s-a stabilit cartierul general pentru toate trupele române și mare parte a trupelor ruse. De aici s-a trecut pe podul de vase peste Dunăre, în Bulgaria unde s-au dus luptele cu armata otomană. Tot aici s-au adunat toate proviziile de hrană și de război ale trupelor, pe aici au fost dusi la spitalul orășenesc și la spitalul de campanie răniții de război, au fost conduși în lagărul special amenajat prizonierii de război și de aici și-au transmis știrile corespondenții de război.
- În timpul Primului Război Mondial pentru reîntregirea neamului, când armata română împreună cu întreaga administrație a țării s-a retras în Moldova, Turnu Măgurele a fost ocupat de armata germano-bulgară. Orașul a fost eliberat la 12 noiembrie 1918 de către trupele franceze aliate din Armata Dunării.
- Ca urmare a alianței cu Germania hitleristă, în noiembrie 1940, trupe germane au sosit și au staționat în Turnu Măgurele, în special în port unde, au construit un pod de vase peste Dunăre ,pentru a putea a facilita trecerea fluviului. În fața ofensivei trupelor sovietice și după Lovitura de stat din 23 august 1944, orașul a fost eliberat de ocupanții naziști. După eliberarea României de armata germană (25 octombrie 1944), în orașul Turnu Măgurele se instalează și staționează trupe sovietice (ce se vor retrage de pe teritoriul României abia în iunie - iulie 1958).

După instaurarea regimului comunist, Turnu Măgurele cunoaște în următoarele decenii destinul comun al multor localități din România intrate în sfera de influență a Uniunii Sovietice și trece prin toate etapele construcției societății socialist - comuniste. Cea mai mare parte din zona centrală a orașului este sistematizată și demolată pentru a se construi blocuri de locuit și clădiri publice. Populația care deținea pământuri agricole este obligată să participe la procesul de colectivizare, iar o mare parte a negustorilor, manufacturierilor sau intelectualilor orașului (așa numiții burghezi) au avut de suferit ca urmare a naționalizării.
Combinatul de Îngrășăminte Chimice a fost înființat în 1962, imediat după terminarea colectivizării. Decizia amplasării la Turnu Măgurele i-a apatinut lui Gheorghe Gheorghiu-Dej influențat, din câte se pare, de Zaharia Stancu, academician și președinte al Uniunii Scriitorilor. Combinatul făcea parte din rețeaua de combinate chimice construite în toată țara pentru a deservi agricultura. La Arad, Victoria, Făgăraș, Piatra Neamț, Bacău, Târgu Mureș, Slobozia, Năvodari, Valea Călugărească și Turnu Măgurele se produceau îngrășăminte chimice complexe, amoniac și uree. Ultimele trei aveau și fabrici de acid sulfuric, un compus de bază în fabricarea fertilizatorilor agricoli.
În 1978, statul comunist decide să reducă poluarea. Pentru reciclarea haldelor de cenușe piritice se înființează, la Turnu Măgurele, Uzina de Valorificare a Cenușelor de Pirită (UVCP), ca secție a Combinatului Chimic. Uzina transforma haldele de pirită în pelete de minereu de fier destinat combinatelor siderurgice. Deși UVCP a funcționat dintotdeauna în pierdere, el avea un rol important în reducerea poluării create de industria chimică.
Ca urmare a înființării Combinatului Chimic și a creșterii necesarului de forță de muncă are loc un proces de urbanizare forțată. Procesul, specific perioadei, a făcut ca populația orașului să se dubleze în mai puțin de două decenii - dacă în 1948 populația orașului era de 11493 locuitori, în 1966 ea crește la 26409 locuitori.  Pentru a acoperi necesarul locativ au început lucrările de construcție la noul cartier Taberei - cunoscut popular sub denumirea de Catanga  (în perioada în care se realiza construcția în provincia Katanga din Zair, era în toi un conflict armat) - cartier construit peste fosta cazarmă militară folosită de trupele germane în cel de-al Doilea Război Mondial. Zona centrală a orașului a fost refăcută urmând planurile urbanistice specifice sistematizarii perioadei comuniste. În această perioadă au fost construite: clădirea Primăriei, Casa de Cultură a Sindicatelor, Magazinul universal Central, Hotelul, Colegiul Tehnic "David Praporgescu", Magazinul Victoria, noua clădire a Spitalului Municipal, Liceul Pedagogic (actualul Liceu Teoretic "Marin Preda") etc. Ca urmare a acestor modificări urbane orașul este ridicat la rangul de municipiu in 1968.

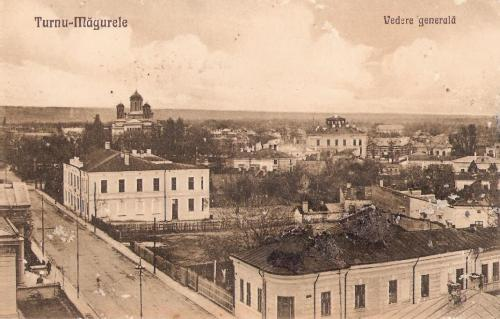
Turnu Măgurele - vedere generală la început de secol XX

Totuși, câteva dintre clădirile antebelice și interbelice au rezistat demolărilor comuniste. Clădiri reprezentative pentru oraș precum: Catedrala "Sfântul Haralambie" (1905), Cinematograful "Flacăra" (1936), Colegiul Național "Unirea" (1888, ref. 1926), Casa Prefectului - azi Administrația Financiară (1880), Banca Națională (1891), Casa Anastasescu - fostul muzeu de Artă (1910), Biserica "Sfânta Vineri" (1864), Camera Agricolă azi Clubul Elevilor, Gara (1893), Palatul de Justiție (1914), Turnul de Apă (1915), Căpitănia Portului (1880), etc. au fost salvate de proiectele sistematizării.
În urma reorganizării administrative din 1968, municipiul pierde statutul de reședință a județului (raionului) Teleorman în favoarea orașului Alexandria.
După Revoluția din 1989 municipiul suferă un declin accentuat ca urmare a închiderii mai multor secții ale Combinatului Chimic și reducerii activității în celelalte fabrici și întreprinderi ale localității. Combinatul de Îngrășăminte Chimice este închis în 2015, după ce acesta a fost achiziționat în 2004 de grupul InterAgro SA, și se încercase reprofitabilizarea sa. La începutul anului 2020, Combinatul își reia activitatea, după o perioadă de 5 ani în care procesul industial fusese sistat. La rândul său, Uzina de Valorificare a Cenușelor de Pirită este demolată în anii 2000.
Declinul industrial și economic are ca efect declinul demografic: populația tânără se îndreaptă către orașele mai mari (Bucureștiul se află la circa 135 km de municipiu) sau, mai ales după integrarea României în U.E. (2007), în țările Comunității Europene. Sporul natural negativ și-a dus și el contribuția la declinul demografic, iar îmbătrânirea populației rezidente nu crează perspectivele unei revigorări demografice în viitorul apropiat. Ultimele trei recensăminte naționale confirmă scaderea substanțială a populației: din 1992 și până în 2011 municipiul pierduse circa 33% din rezidenți (peste 12.000 de locuitori).

## Demografie
Componența etnică a municipiului Turnu Măgurele
     Români (82,02%)
     Romi (1,28%)
     Alte etnii (0,08%)
     Necunoscută (16,62%)
Componența confesională a municipiului Turnu Măgurele
     Ortodocși (81,7%)
     Alte religii (1%)
     Necunoscută (17,3%)
Conform recensământului efectuat în 2021, populația municipiului Turnu Măgurele se ridică la 19.597 de locuitori, în scădere față de recensământul anterior din 2011, când fuseseră înregistrați 24.772 de locuitori. Majoritatea locuitorilor sunt români (82,02%), cu o minoritate de romi (1,28%), iar pentru 16,62% nu se cunoaște apartenența etnică. Din punct de vedere confesional, majoritatea locuitorilor sunt ortodocși (81,7%), iar pentru 17,3% nu se cunoaște apartenența confesională.

### Evoluția istorică
La recensământul din primăvara anului 1890, numărul total al populației din orașul Turnu Măgurele era de 5.748 locuitori din care 1.775 capi de familie și 3.973 membri de familie. În anul 1894, populația orașului Turnu Măgurele era de 6.369 locuitori. În anul 1899, populația orașului Turnu Măgurele număra 8.668 locuitori, din care 5.013 bărbați și 3.655 femei. Din totalul populației, 7.105 erau români ortodocși (82%), iar restul erau străini (18%). La recensământul din 1930, orașul Turnu Măgurele avea 17.351 locuitori, din care 10.486 locuitori în oraș, iar restul în comunele suburbane Măgurele (4.175 locuitori) și Odaia (2.690 locuitori).  În anul 1941, comuna urbană Turnu Măgurele număra 9.700 de locuitori în oraș și cartierele Măgurele și Odaia. 
Comunitatea evreiască din Turnu Măgurele: Evoluția comunității evreiești din Turnu Măgurele până în preajma Primului Război Mondial este marcată de creștere. Dacă în anul 1866, sunt înregistrați 15 evrei la o populație a orașului de 4.364 locuitori, numărul acestora crește până la 254 de evrei în anul 1890, la o populație a orașului de 5.748 locuitori și la 261 evrei în 1899, la o populație a orașului de 8.668 locuitori, conform recensămintelor populației. În anul 1909, populația orașului era de 7.334 de locuitori stabilită în baza datelor furnizate de Poliție odată cu eliberarea cazierelor populației, dintre care 288 „străini supuși români” adică evrei (conform Constituției din anul 1866, evreii nu primesc dreptul la cetățenia română, iar serviciul militar nu era obligatoriu). Aceasta a fost perioada de maximă înflorire a comunității evreiești din Turnu Măgurele, perioadele următoare fiind marcate de o descreștere numerică permanentă. Astfel, la recensământul din anul 1928, considerat unul neprofesionist, au rezultat un număr de 77 de evrei. Iar la recensământul din anul 1930, care este considerat unul dintre cele mai exacte, înregistra pentru Turnu Măgurele un număr de 130 de evrei la o populație a orașului de 17.351 locuitori. În anul 1939, în Turnu Măgurele se estimează că locuiau permanent aproximativ 50 de evrei, care desfășurau în principal activități de comerț. După înființarea statului Israel, mulți evrei cu origini în Turnu Măgurele au emigrat. Alții au plecat mult mai târziu, definitiv, din țară sau în alte localității. În prezent, comunitatea evreiască din Turnu Măgurele este desființată. 
010.00020.00030.00040.00019121948196619922011populațiePopulația istorică din Turnu Măgurele
Date: Recensăminte sau birourile de statistică - grafică realizată de Wikipedia

## Politică și administrație
Municipiul Turnu Măgurele este administrat de un primar și un consiliu local compus din 19 consilieri. Primarul, Dănuț Cuclea[*], de la Partidul Social Democrat, este în funcție din 2016. Începând cu alegerile locale din 2024, consiliul local are următoarea componență pe partide politice:
|  | Partid                          | Consilieri | Componența Consiliului | Componența Consiliului | Componența Consiliului | Componența Consiliului | Componența Consiliului | Componența Consiliului | Componența Consiliului | Componența Consiliului | Componența Consiliului | Componența Consiliului | Componența Consiliului |
|  | ------------------------------- | ---------- | ---------------------- | ---------------------- | ---------------------- | ---------------------- | ---------------------- | ---------------------- | ---------------------- | ---------------------- | ---------------------- | ---------------------- | ---------------------- |
|  | Partidul Social Democrat        | 11         |                        |                        |                        |                        |                        |                        |                        |                        |                        |                        |                        |
|  | Partidul Național Liberal       | 3          |                        |                        |                        |                        |                        |                        |                        |                        |                        |                        |                        |
|  | Alianța Dreapta Unită           | 2          |                        |                        |                        |                        |                        |                        |                        |                        |                        |                        |                        |
|  | Alianța pentru Unirea Românilor | 2          |                        |                        |                        |                        |                        |                        |                        |                        |                        |                        |                        |
|  | Iordan Sergiu-Mihai             | 1          |                        |                        |                        |                        |                        |                        |                        |                        |                        |                        |                        |

## Educație
Primăria are în subordine un număr de 7 grădinițe (dintre care 3 cu program prelungit), 3 școli generale și 4 licee, toate fiind instituții publice de învățământ. 

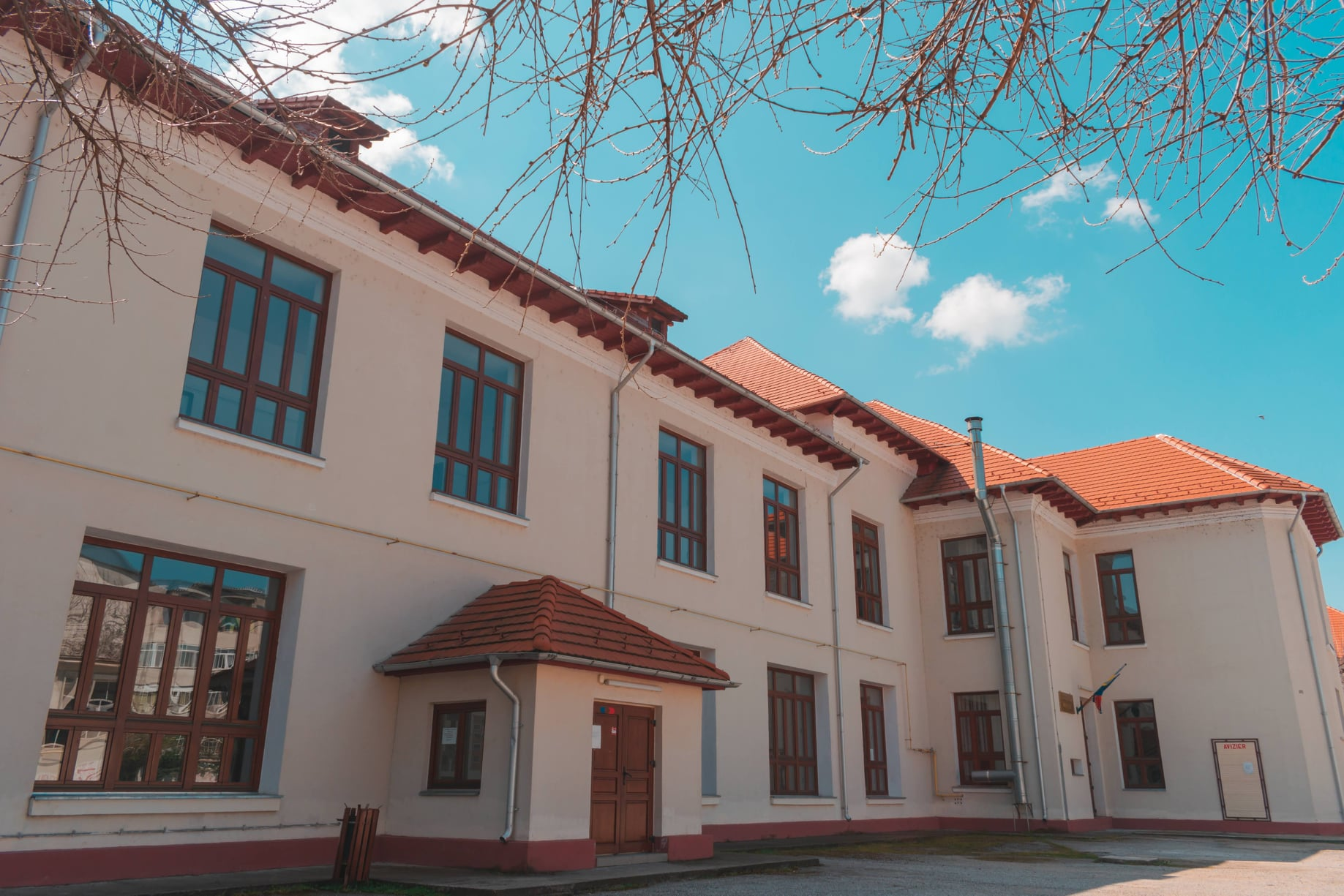
Colegiul Național "Unirea" din Turnu Măgurele

Cea mai veche unitate de învățământ secundar din localitate este actualul Colegiu Național "Unirea", care și-a deschis porțile în septembrie 1889 având o clasă și doi profesori. La început cheltuielile de funcționare erau acoperite de localitate, iar din 1894 devine instituție publică de învățământ administrată de stat. În 1922 dă prima promoție de absolvenți de Bacalaureat. Începând cu anul 1936 se mută în actulul local situat pe strada Castanilor. Primește titlul de Colegiu Național în 1999. Potrivit datelor statistice Colegiul se află pe primele poziții în topul celor mai performante instituții de învățământ din județ.
Liceul Teoretic "Marin Preda" este înființat în anul 1920 ca Școala Normală de Fete "Nicolae Racotă" și funcționează astfel până în 1948 când este reorganizat ca Școala Pedagogică de Fete. În perioada 1958-1965 are profil industrial pentru a deservi nou înființatul Combina Chimic, în 1965 devine liceu pedagogic până în 1983, când se transformă în liceu industrial cu profil electrotehnic. Din 1992 devine liceu teoretic cu clasele I-XII adoptând in 1995 numele scriitorului teleormanean Marin Preda.
În oraș se mai găsesc două licee cu profil tehnologic: Liceul Tehnologic "David Praporgescu" (fostul liceu de Chimie) și Liceul Tehnologic "Sf. Haralambie" ce funcționează în vechea clădire a Colegiului Național "Unirea" situată în strada Oituz, vis-a-vis de Catedrala "Sf. Haralambie". 
În anul 1991, cu binecuvântarea P. S. Calinic, episcopul Argeșului și Teleromanului, este înființat Seminarul Teologic Ortodox "Sfântul Calinic de la Cernica", având ca director pe Preot Prof. Dr. Marian D. Ciulei, protoiereu de Turnu Măgurele. Seminarul a funcționat cu una sau două clase pentru fiecare an de studiu. A fost desființat în anul 2019.

## Economie
Conform datelor furnizate de Camera de Comerț, Industrie și Agricultură Teleorman, numărul total al societăților comerciale din localitate este de 1.233.
Industria a fost dominantă de sectorul chimic, prin Combinatul de îngrășăminte chimice Donau Chem S.A (închis în 2015, redeschis pentru o scurtă perioadă între 2020-2021), deținut de grupul InterAgro. In perioada comunistă aici lucrau circa 6000 de angajați, un procent subsanțial din forța de muncă a localității. Ramurile industriale ce se regăseau în oraș - unele închise definitiv altele încă în funcțiune: echipamente electrice (Bega Electroturris - în faliment), industria textilă (MTM Manufactura Turnu Măgurele, Imperial S.A., Lorentz S.A., Panoreea S.A.), industria de prelucrare a lemnului (Mobila S.A. - în faliment), morărit și panificație (Mopan S.A.), industria conservelor, industria izolatorilor din celuloză (IsoGreen), dar și depozitarea cerealelor (Euro Siloz).
Este de remarcat faptul că volumul investițiilor străine în municipiul Turnu Măgurele este foarte restrâns, și-l regăsim preponderent în industria textilă.
Activitatea agricolă este mai puternic reprezentată în zonă ca urmare a potențialului deosebit al zonei. Se găsesc mai multe ferme agricole având ca principal obiectiv cultivarea cerealelor sau creșterea animalelor.
La nivelul municipiului există o galerie comercială (aflată în construcție) și o rețea de supermarketuri: Penny (2 magazine) și Profi (4 magazine), Lidl (1 supermarket) și Kaufland (1 hypermarket).

## Turism

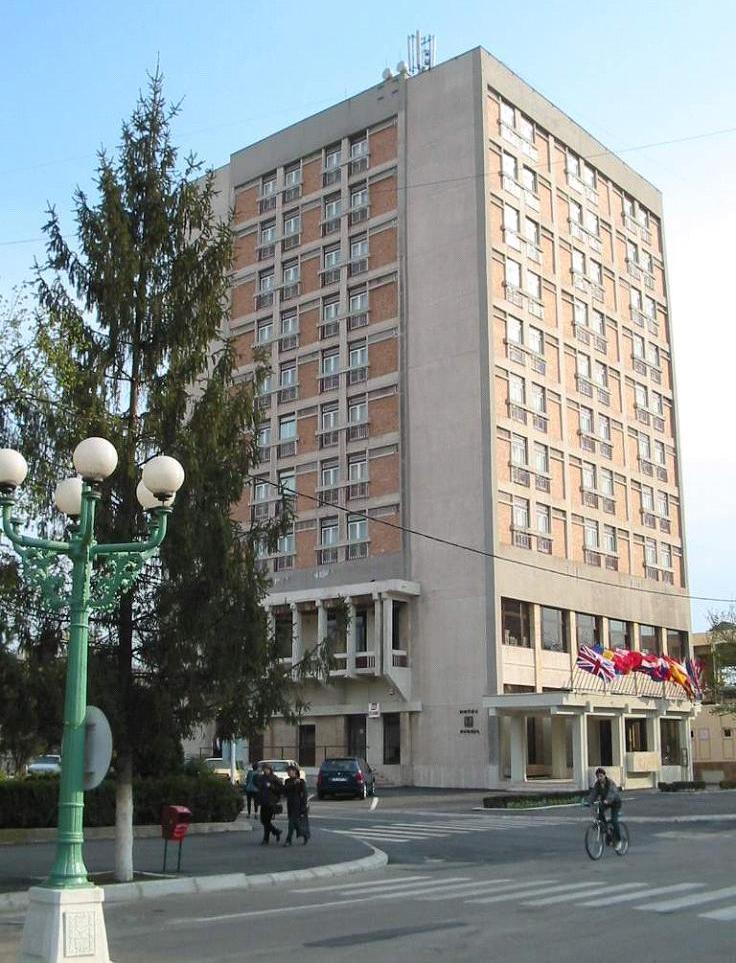
Hotel din Turnu Măgurele

Numărul turiștilor care vizitează Turnu Măgurele este mic în special din cauza lipsei obiectivelor turistice de importanță majoră și a lipsei locurilor de agrement. Potențialul turistic al zonei nu este suficient valorificat, iar lipsa unei infrastructuri turistice adecvate scade considerabil numărul de vizitatori. Orașul dispune de un singur hotel clasificat cu 3 stele. Cei care vizitează orașul sunt, în principal, în interes de serviciu sau sunt în trecere prin localitate.

### Obiective Arhitecturale
Orașul a fost înființat pe actualul amplasament abia la 1836, iar populația relativ redusă și condițiile fizico-geografice nu au permis dezvoltarea urbei într-o localitate de importanță turistică majoră. Totuși, beneficiind de statutul de reședință de județ și raion, dar și ca urmare a amplasării în apropierea luncii Dunării, Turnu Măgurele a cunoscut o dezvoltare urbanistică și arhitecturală în perioada antebelică și interbelică. Acestui fapt se datorează construcția unor obiective turistice și arhitectonice, precum: 

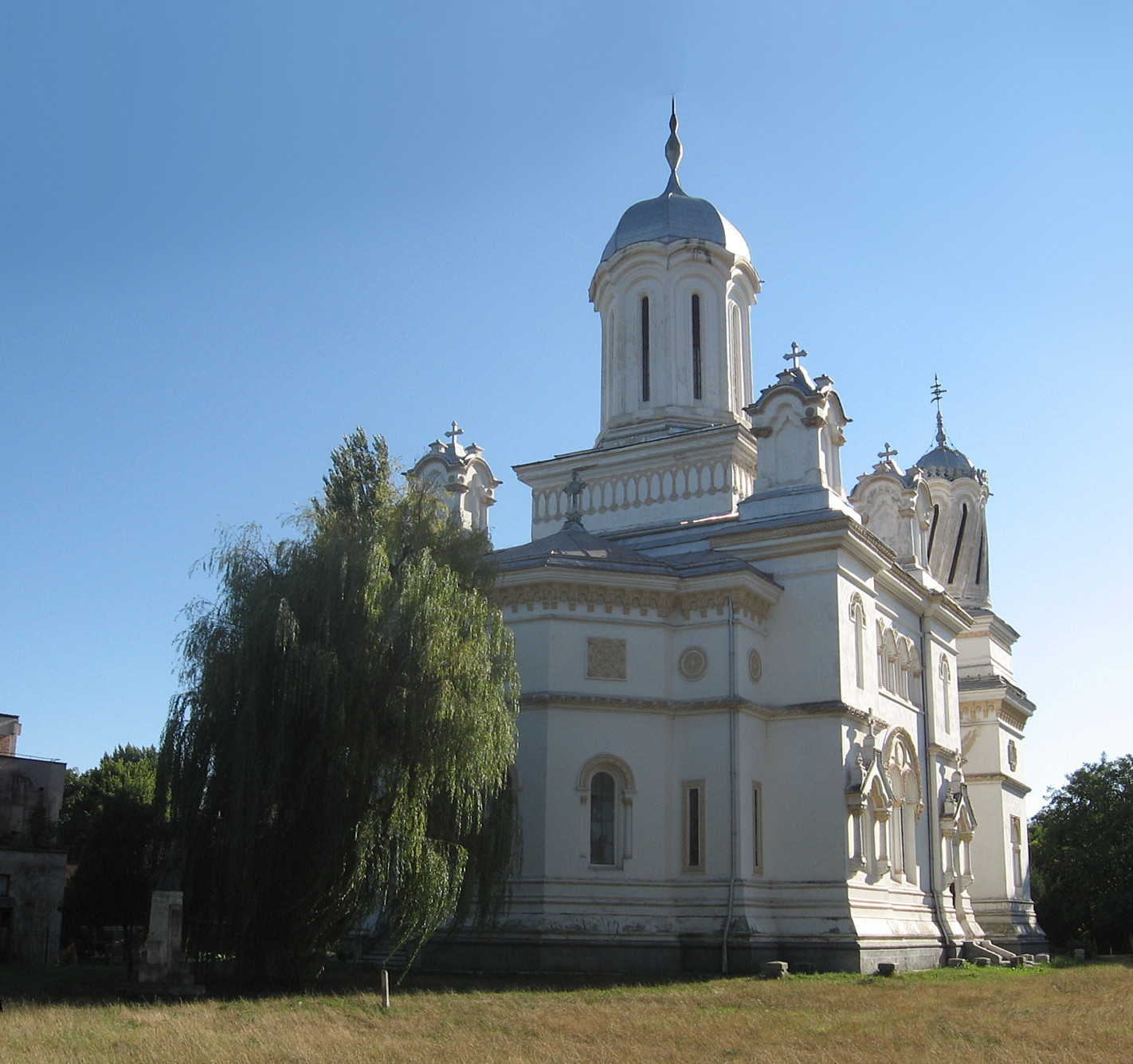
Catedrala ortodoxă „Sf. Haralambie” din Turnu Măgurele

- Catedrala ortodoxă „Sf. Haralambie” din Turnu MăgureleCatedrala creștin-ortodoxă „Sfântul Haralambie” - un impunător obiectiv turistic din oraș. Inițiativa construirii unei biserici monumentale în oraș i-a aparținut Regelui Carol I ca urmare a importanței urbei în timpul Războiului de Independență din 1877-1878. Planul acestui edificiu de cult a fost întocmit de către arhitectul francez Andre Lecomte de Noüy și a împrumutat multe motive arhitectonice de la biserica episcopală a mănăstirii Curtea de Argeș. Construcția a fost executată de inginerul Dimitrie Maimarolu, cel care a ridicat în București clădirea Palatului Patriarhiei și cea a Cercului Militar Național. Clădirea „la roșu” a fost ridicată între anii 1900-1902 din cărămidă.Stilul arhitectonic al construcției este combinat, recunoscându-se și influența de la Curtea de Argeș. Întregul acoperiș este făcut din tablă de aramă, iar pictura interioară, executată în ulei pe gled de ghips, bine finisat, a fost realizată de Eugeniu Voinescu, director la Școala de Belle Arte din București și de italianul Girolamo Romeo.[16] Mobilierul, din stejar masiv, dens, fără noduri și foarte uscat, a fost executat artistic la atelierul de tâmplărie Ilie Mateescu din Turnu Măgurele. Vitraliile, mari și frumoase, au fost făcute tot în România. Încă de la construcție, biserica a avut instalații de calorifer în sistem roman, cu aer cald, cu energie termică obținută prin sobe încălzite cu lemne. În prezent are montată o centrală termică folosind drept combustibil gazul metan. Printre obiectele patrimoniale pot fi amintite un candelabru cu șapte brațe, confecționat din aliaj de argint, icoane încărcate cu argint de la vechea biserică, precum și altele mai noi, provenite din donații particulare. Același stil asortează toate piesele: de la mozaic la pictură, sculptura în lemn, în zinc și bronz ori în piatră și chiar ornamentațiile exterioare de la streașină și de la turle. Cu excepția turlei mari, care s-a prăbușit, restul bisericii a rezistat foarte bine cutremurului de la 4 martie 1977. Între anii 1985-1991, turla mare a catedralei a fost refăcută complet și întreaga clădire a fost consolidată.

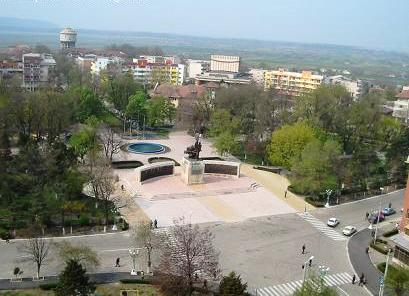
Parcul Central

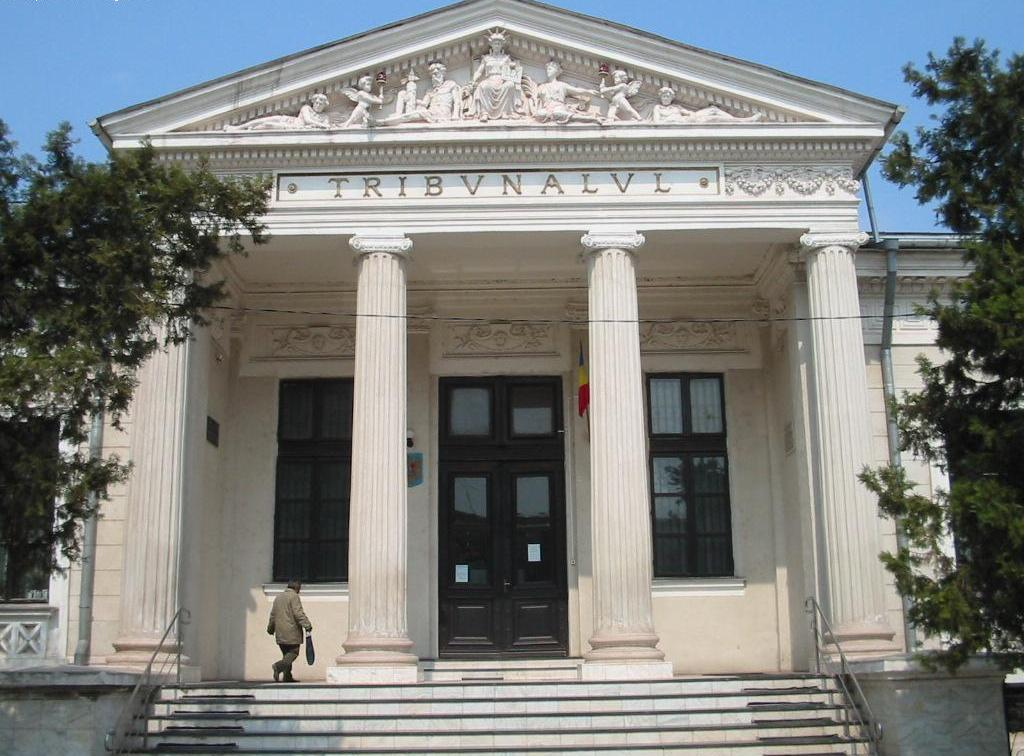
Palatul de Justiție

- Parcul Central Palatul de JustițieParcul central din oraș, denumit Grădina Publică, cu o suprafață de 2 hectare, a fost înființat în anul 1876 de un grup de horticultori din București. Pot fi admirați unii arbori exotici, cum ar fi  Salcâm japonez (Styphnolobium japonicum), ce înflorește în luna august, o specie de castan numit Aesculum hipocastanum, arbori de Tuia, tufe de bujori (Paeonia arborea) cu flori roz-pal, precum și de mahonie (Mahonia aquifolium) cu flori galbene și frunze permanente. În interiorul parcului este situat Cinematograful "Flacăra" construit în 1936, și care după 1989 a fost lăsat în paragină de autoritătile locale.
- Tribunalul – Palatul de Justiție. A fost construit în anul 1914, după model francez. Edificiul este utilizabil și astăzi, aici funcționând Judecatoria Turnu Măgurele.
- Clubul copiilor. Amplasat în fața gării CFR, a servit, până în anul 1945, ca sediu al Camerei Agricole (în perioada interbelică, prețul național la cereale se stabilea în această clădire). Clădirea este construită în stilul bizantin cu rotonde, coloane și incrustații. În prezent clădirea este destinată Clubului Copiilor.
- Casa Anastasescu - fostul muzeu de Artă. Construită în 1910 în stil clasic francez și Art Noveau a adapostit Muzeul de Artă al orașului. În prezent a fost retrocedat moștenitorilor proprietarilor.
- Biserica creștin-ortodoxă „Cuvioasa Parascheva” este situată în pe strada Sfânta Vineri. A fost ridicată între anii 1861-1864, pe spesele locuitorilor orașului, fiind sfințită în anul 1865. A fost reparată în anii 1887,1907 și 1928. În anul 1932 a fost renovată complet, iar în anul 1935 a fost repictată, în pur stil bizantin, de pictorii Dumitru și Gheorghe Belizarie.
- Biserica creștin-ortodoxă „Sfântul Gheorghe” este situată în cartierul Măgurele. A fost clădită între anii 1864-1866 și reparată în anii 1895,1896, 1897, 1903. În anul 1907 a fost complet renovată.
- Biserica creștin-ortodoxă „Sfinții Apostoli Petru și Pavel”: este situată în cartierul Odaia. A fost clădită între anii 1869-1872 și reparată în anul 1902. În anul 1930 a fost renovată complet.
- Biserica creștin-ortodoxă „Sfinții Arhangheli Mihail și Gavril”: este situată în cimitirul orașului, pe șoseaua Alexandriei. A fost clădită în anul 1884, iar în 1996 a fost renovată complet.

### Obiective Istorice
Primele vestigii istorice descoperite de arheologi în apropierea orașului datează din epoca paleolitică, iar în perioada neolitică aici au existat câteva așezări umane de dimensiuni considerabile.
Un important obiectiv istoric al zonei este Cetatea medievală Turnu. Ruinele cetății medievale Turnu se află în partea de sud a municipiului Turnu Măgurele la o distanță de 4 km de oraș și la 1 km de confluența fluviului Dunărea cu Oltul. Cetatea a jucat un rol de seamă în sistemul defensiv al Țării Românești, mai ales în vremea domniei lui Mircea cel Bătrân, în cadrul conflictelor cu Imperiul Otoman, de la sud de Dunăre. La sfârșitul domniei lui Mircea, fortificația a intrat sub stăpânire otomană, devenind mai târziu o raia turcească, fiind un niyabet din sangeacul Nicopolelui. Prin Tratatul de pace de la Adrianopole din anul 1829, raiaua Turnu a fost restituită Țării Românești. Cetatea Turnu a fost dărâmată, arsă, iar teritoriul fostei raiale a fost incorporat Țării Românești. Ruinele cetății au fost restaurate în perioada 2018 - 2021 în cadrul unui program cu fonduri europene nerambursabile în colaborare cu autoritățile bulgare.

### Monumente

Monumentul Dorobanțului

Monumentul Independenței

Două monumente din Turnu Măgurele comemorează Războiul de Independență al României din 1877-1878:
- „Statuia Dorobanțului", o creație a sculptorului italian Raffaello Romanelli, în anul 1907, reprezintă un dorobanț român îmbrăcat specific cu căciula ușor ridicată și sprijinindu-și arma cu baionetă în pământ. Pe soclul monumentului se află, în lateral, două basoreliefuri, ilustrând scene de luptă, iar în partea frontală, un vultur cu aripile desfăcute purtând în gheare un „hrisov” cu numele eroilor teleormăneni din Războiul de Independență. De o parte și de alta a monumentului se află două tunuri turcești capturate de ostașii români la Plevna. În amintirea caporalului Tudorică Nicolae, căzut eroic în luptele din acest război, monumentul poartă numele popular „Tudorică Dorobanțu’”.
- Monumentul Independenței, realizat în anul 1985, este amplasat la intrarea în parcul central al orașului. Este un monument compus din trei elemente dispuse în semicerc. Pe soclul elementului central se înfățișează un grup statuar compus din trei soldați din cele trei arme: dorobanți, marină și grăniceri. Celelalte două elemente dispuse simetric elementului central se constituie din două socluri cu basoreliefuri din bronz care reprezintă scene reprezentative ale Armatei Române de la Plevna dintre 1877-1878. Inscripția frontală are următorul text:

"S-au dus feciorii oastei pe calea strămoșească
S-au prins cu moartea crudă la luptă voinicească
Și au ieșit din luptă viteji, învingători
Scăldați în al lor sânge puternicii feciori"
- Statuia lui Mircea cel Bătrân asezată în parcul omonim este o lucrare din bronz, realizată de sculptorul bucureștean Oscar Han. A fost ridicată în anul 1968, iar inscripția de pe soclu amintește de „cel care a refăcut și întărit cetatea Turnu drept pavăză în fața înaintării otomane”.
- Bustul ofițerului David Praporgescu a fost ridicat pentru cinstirea generalului de brigadă David Praporgescu, fiu de țărani, născut în Turnu Măgurele, căzut pe front în Primul Război Mondial, în luptele de pe valea Oltului, în zona crestelor Carpaților, la 30 septembrie 1916. Bustul este realizat de sculptorul Gheorghe Iliescu-Călinești în 1974.

### Turism de agrement
În apropierea orașului se află plajele de pe malurile Dunării și Oltului, locuri ce, în special în perioada verii, atrag numeroși localnici. Regiunea este prielnică pentru pescuitul de agrement și vânătoare atât în lunca și ablia Dunării cât și în cea a Oltului sauuu Sâiului.

## Transporturi

### Căile rutiere
Rețeaua de transport rutier din zonă cuprinde drumuri naționale, drumuri județene și drumuri comunale Căile rutiere menționate mai jos sunt asfaltate, au fundație de piatră și șanțuri pe ambele părți.
Drumuri naționale:

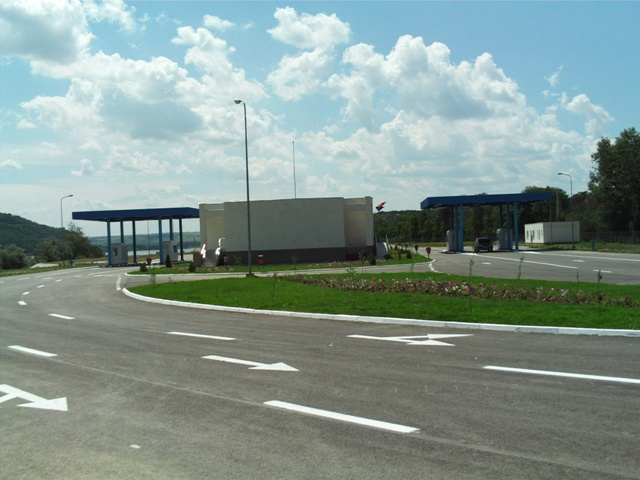
Punct Trecere frontieră

- D.N. 52, Turnu Măgurele Port (punct de trecere cu bacul) - Turnu Măgurele – Crângu – Alexandria cu o lungime de 50 km.
- D.N. 51A, Turnu Măgurele – Suhaia – Zimnicea având 60 km.
- D.N. 54, Turnu Măgurele – Islaz – Corabia lung de 33 km.
- D.N. 65A, Turnu Măgurele – Putineiu – Roșiorii de Vede ce are 40 km.

Drumuri județene:
- D.J. 546, Turnu Măgurele – Lița – Slobozia Mândra cu o lungime de 30 km.

Drumuri comunale:
- D.C. 39, Segarcea Vale – Segarcea Deal = 5 km.

Prin punctul de trecere a frontierei se realizează conexiunea rutieră prin intermediul unui bac cu malul drept al Dunării și implicit cu Republica Bulgară. Bacul a fost inaugurat în 2005 și în prezent este operat de o companie din subordinea municipalitații.

### Căile ferate
Calea ferată ce deservește municipiul face legătura între Turnu Măgurele Port – Turnu Măgurele – Salcia și Roșiori Nord, având o lungime totală de 55 km.
Calea ferată mentionată mai sus este simplă, nelectrificată, cu ecartament normal. În stația Roșiori Nord se face legătura cu magistrala C.F.R. 900, București Nord – Timișoara. Stația de cale ferată Turnu Măgurele are 7 linii de garare, iar stația Turnu Măgurele Port are 5 linii de garare.
Începând cu 2019 pe linia ferată ce deservește municipiul nu mai operează niciun transportator feroviar de persoane. În prezent este folosită doar pentru transport ocazional de mărfuri de către Grupul Feroviar Român.

### Transportul fluvial

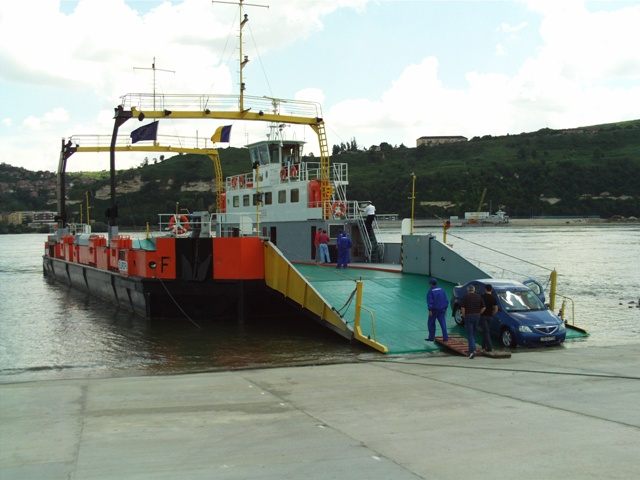
Bacul „Europa”

Transportul fluvial se face pe fluviul Dunărea prin portul Turnu Măgurele - situat la 4 km sud de municipiu.
În locul în care se află astăzi portul a fost un punct de trecere și totodată de tranzacții comerciale din vechi timpuri. În anul 1910, portul Turnu Măgurele era considerat ca al patrulea port românesc la Dunăre. Cheiul de piatră al portului a fost construit în anul 1906, iar clădirea navigației fluviale (pe care muncitorii o numeau „marchiza”) în anii 1910. În anii 1920 a fost construit un impozant siloz - pentru acele timpuri - pentru grânele ce se „scurgeau de pe valea Dunării, a Oltului și a Călmățuiului, până departe dinspre Roșiori, Slatina și Pitești” după planurile inginerului Anghel Saligni. În anul 1892 a fost realizată construcția căii ferate între oraș și port. Până în anul 1960, activitatea portuară la Turnu Măgurele a fost puțin semnificativă. Odată cu construirea Combinatului de îngrășăminte chimice, portul a cunoscut o spectaculoasă renaștere, fiind astăzi dotat cu instalații moderne de încărcare-descărcare și cu o clădire ce adăpostește gara fluvială. Astăzi, portul Turnu Măgurele este al patrulea port fluvial al României în ceea ce privește capacitatea de tranzit.
În zona portului Turnu Măgurele este amenajat Punctul de trecere a frontierei cu bacul între România și Republica Bulgaria, Turnu Măgurele –  Nikopol, operațional din luna aprilie 2010.

## Tradiții
- Sărbătoarea „Zerezeanu” (Ziua Sfântului Trifon, supranumit Nebunul, cunoscută și ca Gurbanul Viilor) are loc în fiecare 1 februarie și constă în sfințirea viței-de-vie pentru rodnicie, spre a nu fi bătută de grindină și mană și pentru ca proprietarii să nu fie păgubiți. În această zi bărbații pornesc la vie, taie coardele vițelor din care-și fac cununi și cingători și dezgroapă o sticlă de vin îngropată încă din toamnă la unul dintre hotarele viei. În jurul focului aprins la margine de vie începe petrecerea câmpenească, se sare peste foc, se joacă și petrecăreții se stropesc cu vin.
- Sărbătoarea tradițională „Drăgaica” este celebrată cu mult fast în zona municipiului Turnu Măgurele. Sărbătoare simbolizează, în desfășurarea ei, începerea secerișului, în luna iunie.

## Personalități
O parte dintre personalitățile care s-au născut, au locuit sau și-au desfăsurat activitatea pentru o perioadă de timp în Turnu Măgurele este prezentată în continuare:
- Hariclea Darclée (1860 - 1939) - soprană, considerată printre cele mai mari din lume, s-a afirmat pe scenele teatrelor lirice românești și internaționale, a locuit în Turnu Măgurele până la vârsta de 16 ani.
- David Praporgescu (1866 - 1916) - general de brigadă, căzut pe front în luptele de la pasul Oltului, pe crestele Carpaților la 30 septembrie 1916 s-a născut la Turnu Măgurele. Un bust ce-l reprezintă se află în fața policlinicii municipale.
- Hortensia Papadat-Bengescu (1876 - 1955), prozatoare, romancieră și nuvelistă importantă din perioada interbelică, se mărită cu magistratul Nicolae Papadat, în anul 1896, pe care îl cunoaște la Turnu-Măgurele. A locuit în Turnu Măgurele între anii 1896 - 1903.
- Gherase Dendrino (1901 - 1973) - compozitor, prim dirijor al teatrului de Operetă din București, s-a născut la Turnu Măgurele.
- Zaharia Stancu (1902 - 1974) - poet, romancier, prozator, director de teatru, jurnalist și publicist, academician, laureat al Premiului Herder, s-a născut la Salcia. A debutat în 1920 cu pamfletul „Mai puțină ingratitudine” în ziarul Victoria din Turnu Măgurele. A fost arhivar la Judecătoria din Turnu Măgurele.
- Dimitrie Stelaru (1917 - 1971) - poet, dramaturg, memorialist, prozator, s-a născut la Segarcea Vale, dar a locuit de la șapte ani la Turnu Măgurele în perioadele: dec. 1923 - 1932, ian.1947 - febr. 1948, mai - iunie 1955, aug. 1960 - iul. 1965. Se căsătorește pentru prima oară la Turnu Măgurele cu o profesoară de filozofie cu care a avut o fiică.
- Nicoleta Valeria Bruteanu (Nicole Valéry-Grossu) (1919 - 1996) - scriitoare[18] și jurnalistă română, deținut politic, luptător anticomunist în exil, s-a născut la Turnu Măgurele.
- Gabriela Silvia Beju (1947 - 2021) - sculptoriță, profesoară la Universitatea Paris V și cercetătoare la Centrul de Cercetări ale Mediului și ale Arhitecturii Rurale din Paris, s-a născut la Turnu Măgurele. Printre cele mai reprezentative lucrări se numără: Victorie (1971), Iarba (1973), Draperie (1978).